# Sofía Gómez Villafañe
Sofía Gómez Villafañe (* 15. April 1994 in Esquel) ist eine argentinische Cross-Country-Mountainbikerin.

## Sportlicher Werdegang
Sofía Gómez Villafañe wuchs in Patagonien auf, doch als sie 12 Jahre alt war, emigrierten ihre Eltern mit ihr und fünf Geschwistern in die Vereinigten Staaten. Wie schon zwei ältere Geschwister nahm sie während ihrer Schulzeit den Mountainbikesport auf, das dazu nötige Geld verdiente sie sich durch einen Nebenjob. Sie nahm 2012 als Juniorin für ihr Geburtsland an den Panamerika-Meisterschaften teil, wo sie Vierte wurde. Danach zog sie für ein Studium der Sportphysiologie am Fort Lewis College nach Colorado und fuhr mehrere Jahre nur noch zum Spaß Mountainbike. Erst 2015, nach einer Trainingsausfahrt mit Carmen Small, wurde sie von dieser ermutigt, wieder wettkampfmäßig zu trainieren.
Bereits 2016 erzielte Gómez Villafañe erste Erfolge im US Cup und nahm in der U23-Kategorie an den Weltmeisterschaften teil. 2017 fuhr sie erstmals wieder die argentinischen Meisterschaften, 2018 und 2019 gewann sie jeweils den Titel im Cross-Country XCO, dazu auch die Meisterschaften im Eliminator (2018) bzw. Shorttrack (2019). 2021 vertrat sie Argentinien im olympischen Mountainbikerennen, das sie auf dem 23. Platz abschloss.
Ab 2021 widmete sich Gómez Villafañe verstärkt Langdistanzrennen. Sie fuhr von 2021 bis 2024 jeweils das südafrikanische Cape Epic, gewann dieses 2022 im Team mit Haley Batten und war 2023 (mit Kateřina Nash) und 2024 (mit Samantha Sheppard) jeweils Dritte. 2025 gewann sie im Gespann mit Annika Langvad überlegen die Gesamtwertung, wobei das Duo sechs der acht Etappen gewann. Auf Gravel gewann sie 2022 das 200-Meilen-Rennen des Unbound Gravel und war Zwölfte der erstmals ausgetragenen Weltmeisterschaften. Ihre besten Platzierungen bei Mountainbike-Weltmeisterschaften waren der fünfte Platz im XCO 2022 sowie der sechste im Marathon 2023.

## Sonstiges
Gómez Villafañe lebt seit 2012 mit Keegan Swenson zusammen, der ebenfalls als Mountainbiker und Gravel-Spezialist aktiv ist. Sie besitzt neben der argentinischen auch die US-amerikanische Staatsangehörigkeit.

## Erfolge
2018
 Argentinische Meisterin – Cross-Country XCO, Eliminator XCE
2019
 Argentinische Meisterin – Cross-Country XCO, Shorttrack XCC
 Panamerikaspiele – Cross-Country XCO
 Panamerika-Meisterschaften – Staffel XCR
2021
 Panamerika-Meisterschaften – Shorttrack XCC
2022
Cape Epic – Gesamtwertung und drei Etappensiege (mit Haley Batten)
2023
Cape Epic – ein Etappensieg (mit Kateřina Nash)
2025
Cape Epic – Gesamtwertung und sechs Etappensiege (mit Annika Langvad)